# Арсизанс-Десюс
Арсиза́нс-Десю́с (фр. Arcizans-Dessus, окс. Arcisans Dessús) — коммуна во Франции, находится в регионе Юг — Пиренеи. Департамент — Верхние Пиренеи. Входит в состав кантона Окён. Округ коммуны — Аржелес-Газост.
Код INSEE коммуны — 65022.

## География

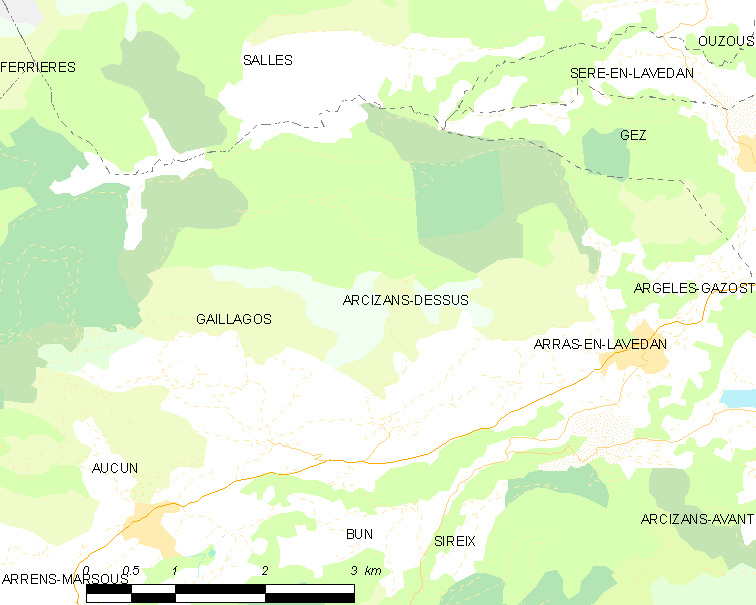
Карта коммуны

Коммуна расположена приблизительно в 690 км к югу от Парижа, в 150 км юго-западнее Тулузы, в 34 км к юго-западу от Тарба.
На юге коммуны протекает река Гав д’Азён.

## Климат
Климат умеренно-океанический с солнечной тёплой погодой и обильными осадками на протяжении практически всего года.

## Население
Население коммуны на 2010 год составляло 101 человек.
| 1962 | 1968 | 1975 | 1982 | 1990 | 1999 | 2010 |
| ---- | ---- | ---- | ---- | ---- | ---- | ---- |
| 102  | 89   | 88   | 86   | 91   | 96   | 101  |

## Администрация
| Период | Период | Фамилия              | Партия | Примечания |
| ------ | ------ | -------------------- | ------ | ---------- |
| 2001   | 2014   | Пьер Жербе           |        |            |
| 2014   | 2020   | Жан-Батист Ларзабаль |        |            |

## Экономика
В 2010 году среди 69 человек трудоспособного возраста (15-64 лет) 54 были экономически активными, 15 — неактивными (показатель активности — 78,3 %, в 1999 году было 65,6 %). Из 54 активных жителей работали 50 человек (28 мужчин и 22 женщины), безработных было 4 (2 мужчин и 2 женщины). Среди 15 неактивных 2 человека были учениками или студентами, 11 — пенсионерами, 2 были неактивными по другим причинам.

## Достопримечательности
- 22 водяные мельницы

## Фотогалерея

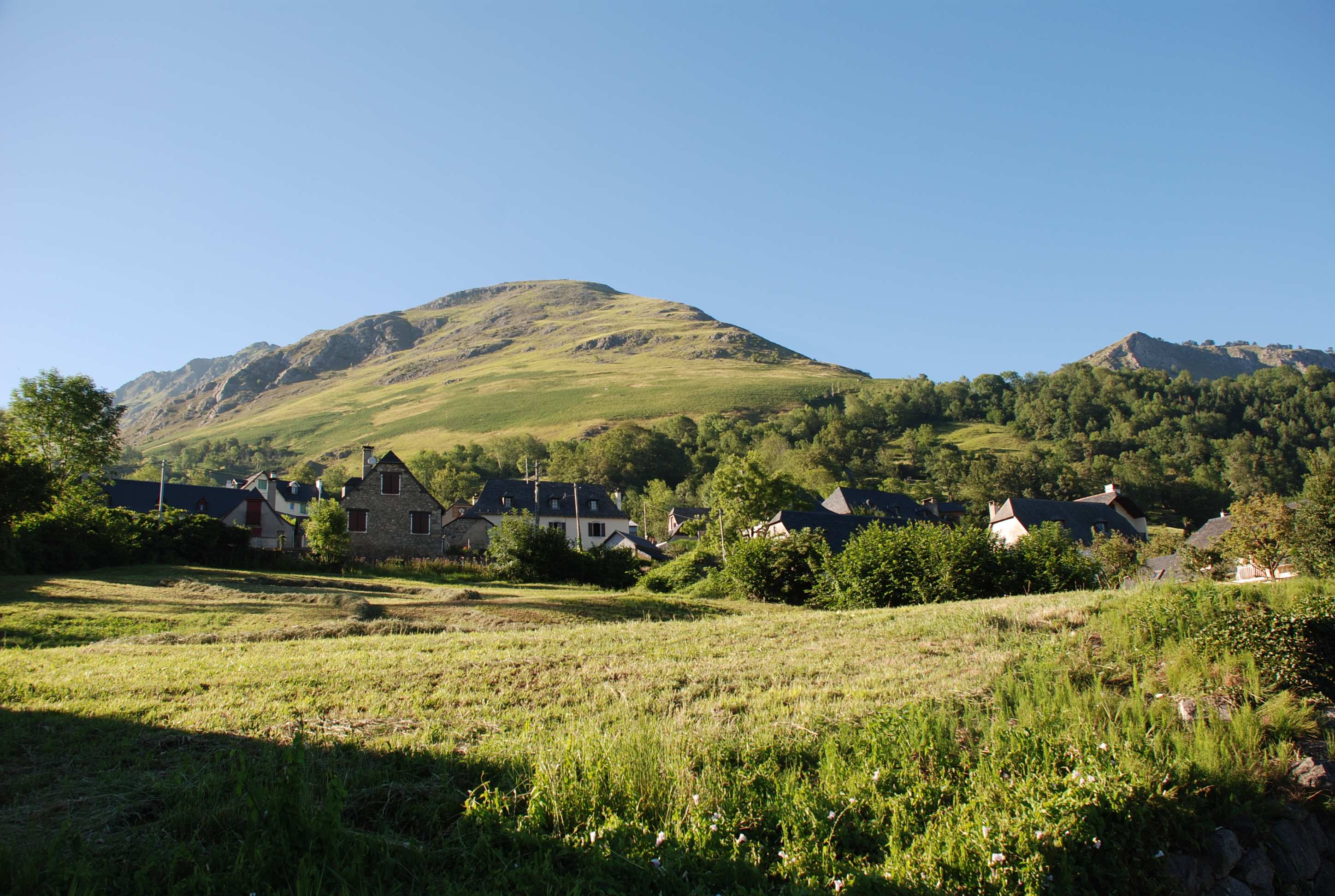
Арсизанс-Десюс
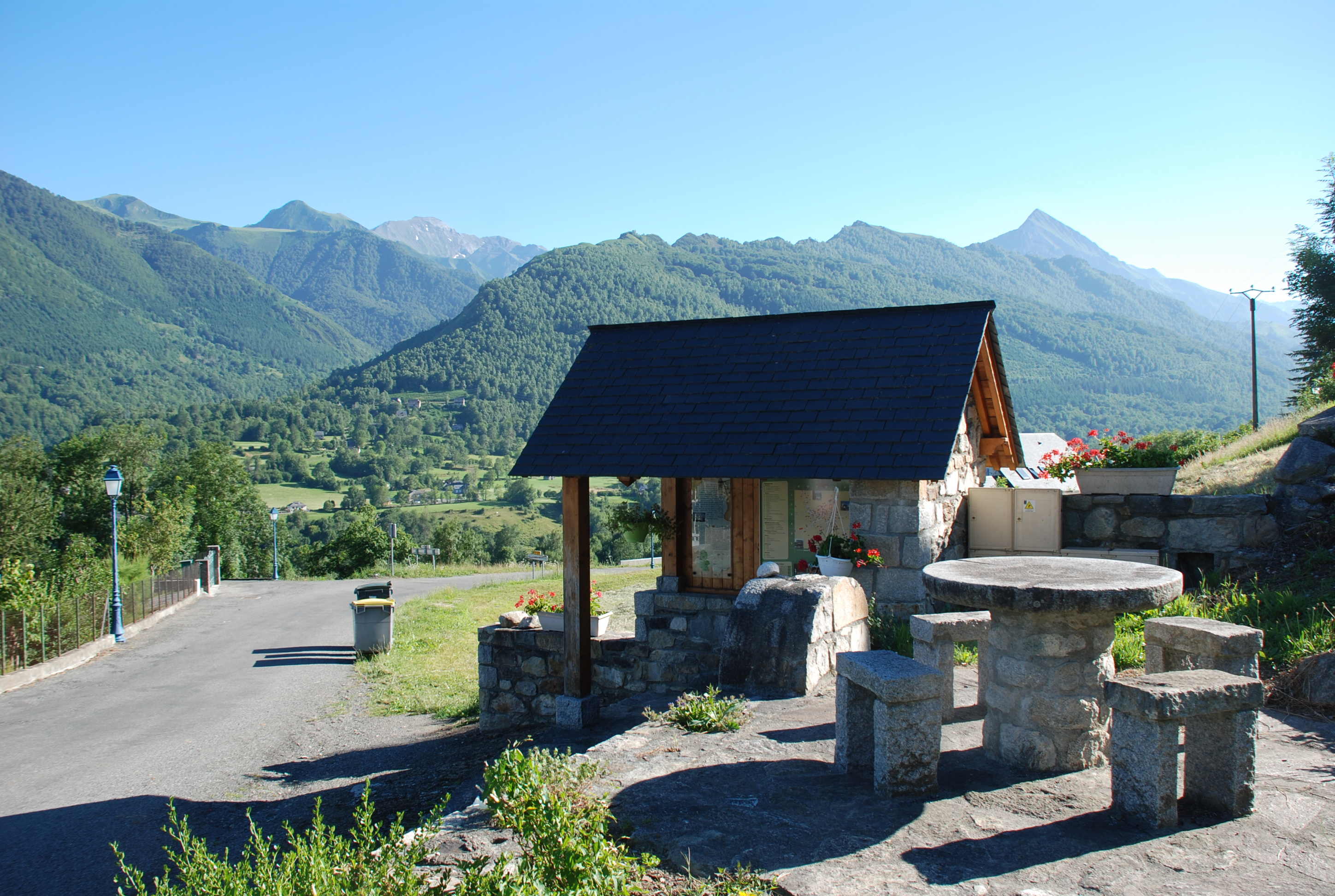
Информационный пункт на въезде в деревню
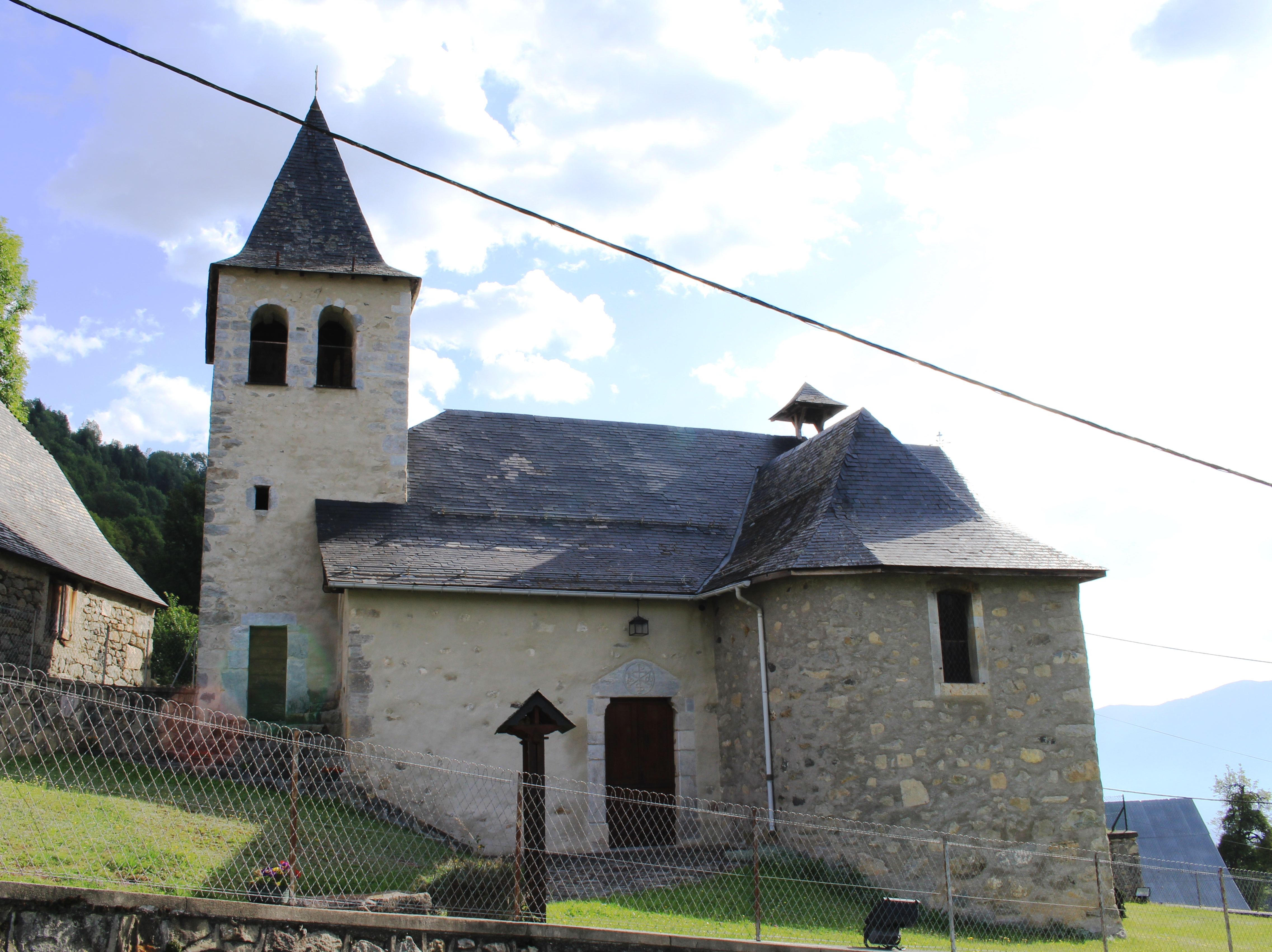
Церковь Андрея Арцизанского
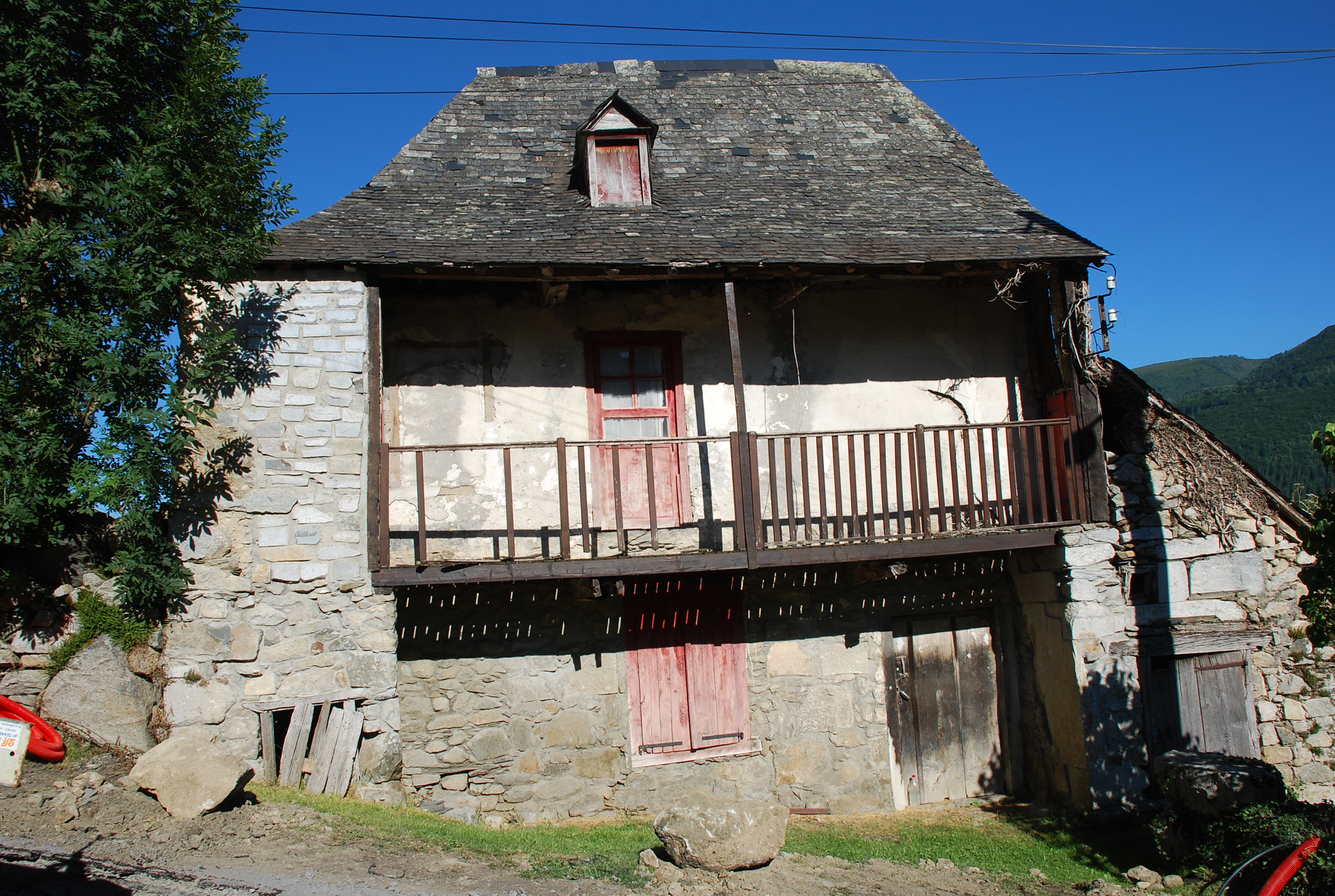
Типичный старый дом
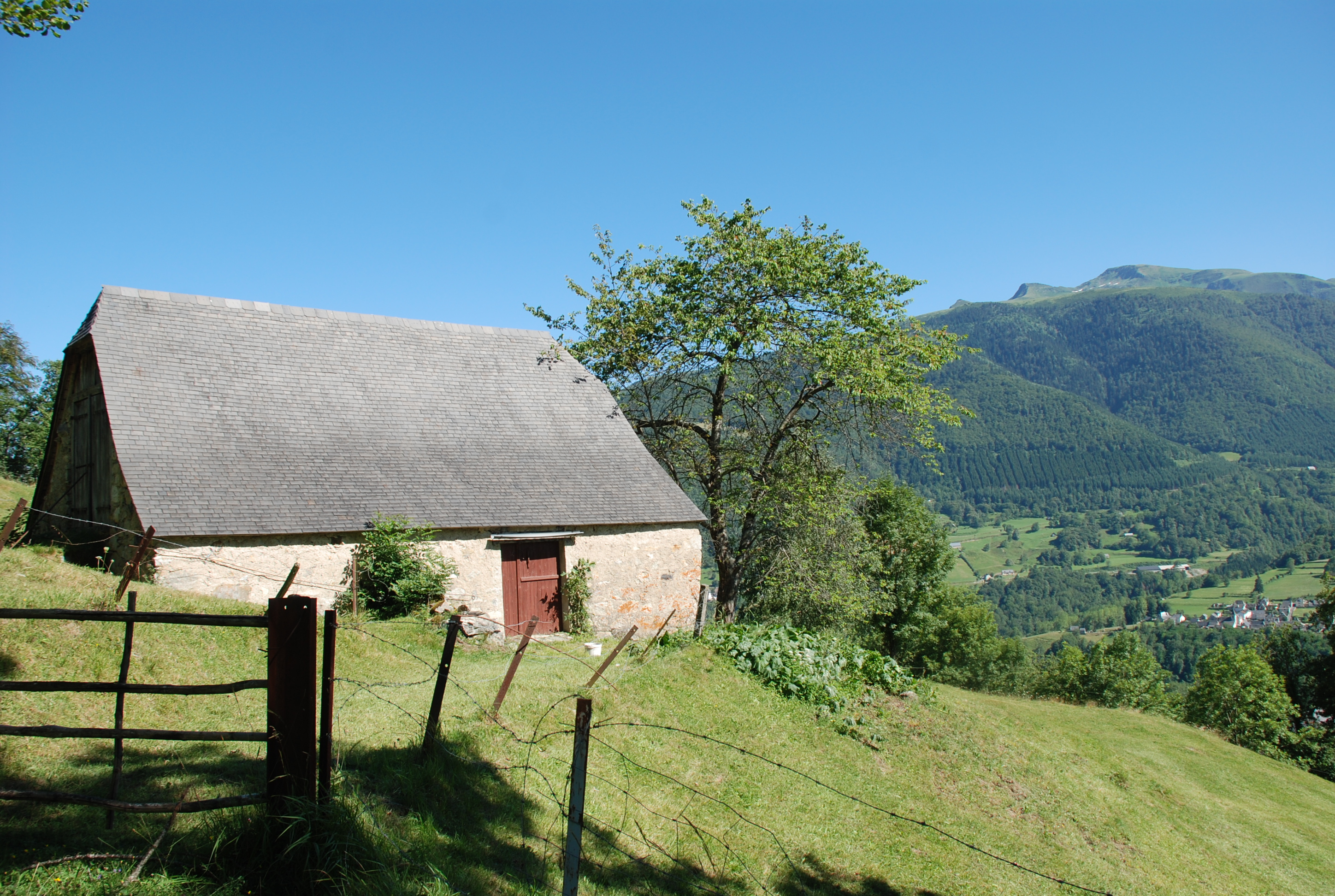
Овин